# Крячок білолобий
Крячок білолобий (Sterna striata) — вид сивкоподібних птахів підродини крячкових (Sterninae) родини мартинових (Laridae). 

## Поширення
Вид гніздиться на Північному та Південному островах Нової Зеландії, острові Стюарт, островах Чатем, Оклендських островах і островах Снерс біля узбережжя Нової Зеландії, а також на островах Фліндерс і Кейп-Баррен у Бассовій протоці біля Тасманії. Взимку блукаючі птахи трапляються також вздовж східного узбережжя Австралії.

## Підвиди
- S. s. incerta Mathews, 1912 — острови у Бассовій протоці, чисельність 120 птахів;
- S. s. striata Gmelin, 1789 — Нова Зеландія, популяція 5-20 тис. птахів;
- S. s. aucklandorna Mathews, 1929 — Чатем та Оклендські острови, 1000-5000 птахів.

## Спосіб життя
Мешкає в прибережних районах, гніздячись на скелястих або піщаних пляжах і галькових островах у річках, а також на прибережних скелях і безлюдних баржах, часто поблизу прибою. Годується вздовж берега і в затоках, а взимку над океанськими водами. Він харчується майже виключно рибою, але інколи бере креветок, які харчуються в зоні прибою або на відстані кількох кілометрів у морі. Він часто харчується зграями, пірнаючи з 7-10 метрів із зависанням або без нього, а також контактно-пірнаючи. Гніздування відбувається з жовтня по грудень, більшість колоній складається з 100-500 пар, хоча поодинокі пари зареєстровані на краях ареалу.